# Glory hole

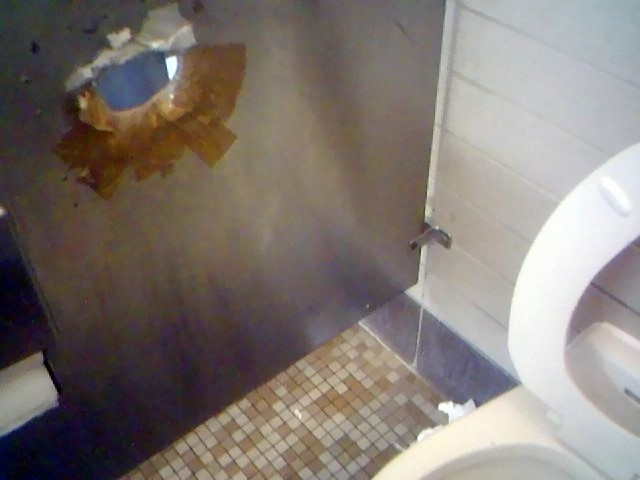
Glory hole in California

Un glory hole ("il foro della gloria") è un buco praticato in una parete o in un qualsiasi divisorio, ad esempio in bagni pubblici maschili o in altri luoghi particolari, attraverso il quale è possibile infilare il proprio genitale e compiere atti di origine sessuale o  osservare altri impegnati in esse, mantenendo tuttavia l'anonimato.

## Utilizzo
Un tipico utilizzo del glory hole è quello che prevede l'inserimento del pene all'interno dello stesso, in modo che la persona che si trova dall'altra parte, uomo o donna, possa masturbare o praticare sesso orale o ricevere una penetrazione sessuale, senza che i due partner possano vedersi in volto.
I glory hole sono spesso presenti all'interno di sex club, dark room, club privé o altri luoghi d'incontro per adulti.